# Mart Meijer
Mart Meijer (Nijmegen, 15 juli 1998) is een Nederlandse radiopresentator bij NPO 3FM voor AVROTROS.
Meijer begon op zijn vijftiende bij de lokale omroep en vijf jaar later, in 2018, op Radio 538, waar hij eerst een nachtprogramma maakte. In 2020 ging hij vier avonden in de week van 22 tot 1 uur een programma maken. In 2019 mocht hij twee avonden overnemen van Daniël Lippens. Bas Menting nam de andere dagen voor zijn rekening.
In 2022 maakten AVROTROS en NPO 3FM bekend dat Meijer vanaf september hun programmering zou versterken. Hij maakte zeven weken lang doordeweeks een programma tussen 13 en 16 uur, omdat Ivo van Breukelen pas in november kon starten met zijn programma. Daarna maakte hij samen met Sophie Hijlkema een programma in de ochtend van het weekend tussen 9 en 12. Vanaf 1 januari 2023 maken ze het programma tussen 7 en 10 uur. Dit programma maakt hij sinds begin 2024 alleen, omdat Sophie doorgeschoven is naar de dagprogrammering en verder is Meijer vervanger van Wijnand Speelman in de ochtend en vaak ook van Barend van Deelen in de middag. Vanaf 2025 presenteert Meijer doordeweeks tussen 12:00 uur en 14:00 uur zijn programma.